# 米爾頓·威廉·庫珀
米爾頓·威廉·“比爾”·庫珀（英語：Milton William "Bill" Cooper，1943年5月6日—2001年11月5日）是一位美國陰謀論者。他聲稱有地外生命控制人類，艾滋病是一種人造病毒，目的是消滅黑人、西班牙裔和同性戀，還說實際上艾滋病的治愈辦法在其流行開之前就已經發明出來了。

## 生平
其生平報道不多。他自稱曾在美國海軍、美國空軍和海軍情報局工作，1975年退伍。但官方數據顯示他僅在海軍服役過，軍銜為中士，曾在越南獲得兩枚服務勛章。之後他在加州讀過一所初級學院，1988年開始發表陰謀論。其陰謀論以地外生命為中心。
1991年，他出版了《Behold a Pale Horse》，在UFO和神秘學愛好者中有一定影響。
1992年至2001年11月，他在亞利桑那州伊格爾的自己家中（96 North Clearview Circle）通過無線電主持《The Hour of the Time》節目。

### 死亡
1998年7月，他被控逃稅，法院簽發逮捕令，但被他逃脫。2000年，美国法警將他列為逃犯。
2001年11月5日，因用武器騷擾當地居民，阿帕奇縣治安官到他家逮捕他。雙方交火，庫珀頭部中彈死亡。

## 擴展閱讀
- Barkun, Michael. . University of California Press. 2003. ISBN 0-520-23805-2.
- Jacobson, Mark. . Blue Rider Press. 2018. ISBN 9780399169953.

## 外部連接
- www.hourofthetime.com
- 在Find a Grave上的米爾頓·威廉·庫珀